# 小松藩
小松藩（こまつはん）は、伊予国東部に所在した藩。藩庁は周布郡新屋敷村（現・愛媛県西条市小松町）の小松陣屋に置かれた。石高1万石の小藩で、江戸時代初期の1636年から廃藩置県まで、外様大名の一柳家が9代約230年にわたって治めた。

## 歴史

### 一柳氏の入部
寛永13年（1636年）、伊予松山藩24万石の藩主蒲生忠知は継嗣なく没したために改易され、その所領は分割された。このうち旧松山藩領東部に当たる西条6万8600石は、伊勢国神戸藩主一柳直盛に与えられたが、直盛は采地に赴く途中の大坂で没した。
直盛の遺領は男子3人によって分割された。伊予西条藩主を継いだのは長男直重で、西条周辺の3万石を領した。次男直家は川之江一帯の1万8600石に播磨国小野の飛び地領1万石を加え、都合2万8600石を領した（伊予川之江藩、のち陣屋を播磨に移し小野藩）。そして三男の直頼には1万石を分与された。直頼は西条の西に位置する周布郡新屋敷村に陣屋（小松陣屋）を構え、小松藩が立藩する。小松の地名は付近に背の低い松が群生していたことに由来するという。
こうして伊予国東部には、西から小松藩・西条藩・川之江藩（小野藩）と一柳家の兄弟の所領が連なることとなったが、寛永19年（1642年）に小野藩の直家が没すると、伊予国内の所領1万8600石が没収されて幕府領となった（直家の系統は播磨国小野藩1万石の藩主として廃藩置県まで続く）。寛文5年（1665年）には西条藩の一柳直興（直重の子）が改易され、伊予国には小松藩のみが残ることとなった。

### 小松藩の治政
2代藩主直治の治世、寛文年間から元禄年間（1661年 - 1704年）にかけて300町歩の新田開発を行った。3代藩主頼徳（直卿）は書の達人で、当時の大名の中でも随一と絶賛されている。
享保17年（1732年）の享保の大飢饉では、小松藩でも救済を必要とする「飢人」が住民の4割を超える事態となったが、隣藩の松山藩が多くの餓死者を出したのに対して餓死者は皆無であった。小藩であるがゆえに領内の不作の兆候の把握が早く、対策が立てられたこと、また日頃からの備蓄米が功を奏したことによるものである。その後も天災や飢饉に際し、領民の状況の把握と救済米の支給など、きめ細やかな対応を行っている。18世紀後半には、大規模な逃散や、首謀者の領外追放で幕を閉じた騒動などはあるものの、流血を伴う事件は記録されていない。
第7代藩主頼親のもと、享和2年（1802年）には奉行・竹鼻正脩によって藩の学問所「培達校」が設置された。翌享和3年（1803年）には朱子学者・近藤篤山を招聘し、「養正館」と改名している。

### 幕末から明治へ
第8代藩主頼紹の時代に幕末の動乱期を迎える。慶応4年/明治元年（1868年）の戊辰戦争において、小松藩は新政府軍に加わり、総勢51人（足軽・小者も含む）が出兵した。小松藩兵は京都で明石藩・小野藩・三日月藩・足守藩などの諸藩兵と合流してともに越後国に出陣し、新潟・長岡・村上などを転戦した（北越戦争）。この中で、戦死者1名・重傷者1名・軽傷者1名を出している。
明治2年（1869年）6月、版籍奉還にともない頼紹は藩知事に任命されたが、間もなく病没している。頼明が藩知事を継いだが、明治4年（1871年）7月、廃藩置県によって小松藩は廃止され、小松県となった。小松県は同年のうちに廃され、松山県・石鉄県を経て愛媛県に編入された。
明治17年（1884年）、一柳紹念（最後の藩主・頼明の弟）が華族令に伴い子爵に叙せられた。明治期に活躍した小松藩出身者には、黒川通軌（陸軍中将、東宮武官長、男爵）がいる。

## 歴代藩主
一柳家
外様　1万石　（1636年 - 1871年）
1. 直頼（なおより）〔従五位下、因幡守〕
2. 直治（なおはる）〔従五位下、兵部少輔〕
3. 頼徳（よりのり）〔従五位下、因幡守〕
4. 頼邦（よりくに）〔従五位下、兵部少輔〕
5. 頼寿（よりかず）〔従五位下、美濃守〕
6. 頼欽（よりよし）〔従五位下、兵部少輔〕
7. 頼親（よりちか）〔従五位下、美濃守〕
8. 頼紹（よりつぐ）〔従五位下、兵部少輔〕
9. 頼明（よりあきら）〔従五位下〕

## 政治
家老は1人で、喜多川家が代々継いだ。家禄は藩内で最大の400石であった。家老に次いで奉行職が置かれ、藩政は家老と数人の奉行の合議制によって運営されていた。家老の執務の場は、陣屋の向かいに位置する「会所」と呼ばれる建物に入っていた。
家臣の数も少なく、江戸時代中期に武士は約70人、足軽・小者などが約100人であった。江戸時代後期の天保9年（1838年）の調査では武士60人、足軽40人と記録されている。

## 経済
領内の大生院村には市之川鉱山（現在の西条市市之川）があり、輝安鉱（当時の用語では「白目」「白味」などと呼ばれた）が特産品であった。また、第2代藩主直治の時代に大洲藩領から小西伝兵衛を招き、製紙業を興した。小松藩の和紙生産は文政年間（1818年 - 1830年）頃に最盛期を迎え、藩の専売品として大坂に出荷された。
これらの産品があったものの、参勤交代や江戸屋敷の維持などのため、多くの藩と同様に財政は逼迫し、借金も増大した。領内商人など領民からの上納金、藩士の減俸をしばしば行っている。
寛政5年（1793年）には竹鼻正脩の進言により、「銭預かり札」という名目で、幕府の公許を得ないまま実質的な藩札を発行している。明治維新後、明治政府は諸藩の藩札を無効として新貨幣（円）と交換する措置を取ったが（新貨条例）、小松藩の「銭預かり札」は幕府の公認を受けない私札とされて政府による交換が拒否された。

## 藩政資料

### 会所日記
家老や月番の奉行によって書き継がれた記録「会所日記」が、享保元年（1716年）から慶応2年（1866年）まで150年にわたって残されている。内容は藩の政務、藩士や商人・領民の生活動向、事件や噂など多岐にわたる。全262冊にのぼる記録は、1971年に小松町の文化財に指定されている。
会所日記の内容は『小松町誌』（1992年）の編纂に当たって調査され、兵庫歴史研究会の北村六合光（くにてる）が原典の解読に当たった。2001年には増川宏一の執筆により（北村も「原典解読」として著者に挙げられている）集英社新書より『伊予小松藩会所日記』が刊行され、一般向けにその内容を紹介している。

## 幕末の領地
- 伊予国
  - 新居郡のうち - 4村
  - 周布郡のうち - 11村

小松陣屋は周布郡新屋敷村に置かれた。陣屋周辺の街道沿いには商業地区として小松町（小松陣屋町）がつくられたが、これが領内では唯一の町であり、藩では単に「町」とも呼ばれた。
小松藩は東隣の西条藩領を挟み、新居郡内に飛び地4か村を持っていた。新居郡の所領は、上嶋山村・半田村・大生院村・萩生村の4か村からなっていた。